# كاج (أصفهان)
كاج هي قرية في مقاطعة أصفهان، إيران. يقدر عدد سكانها بـ 347 نسمة بحسب إحصاء 2016.